# Short Bomber
Der Short Bomber war die Landversion der britischen Short Type 184 des englischen Herstellers Short Brothers in Rochester, der als Langstreckenbomber im Ersten Weltkrieg eingesetzt wurde.

## Entwicklung
Unter dem Titel „Britain’s Sure Shield“ hatte Commander Murray Sueter, der seit 1912 im Air Department der Royal Navy den Aufbau des RNAS verantwortete, sich bereits vor Kriegsausbruch dafür eingesetzt, mit Torpedo-Wasserflugzeugen und landgestützten Langstreckenbomber ein Verteidigungsmittel gegen die deutsche Hochseeflotte und deren Kriegshäfen zu schaffen. Da der fehlgeschlagene Luftangriff auf Cuxhaven im Dezember 1914 die Schwächen der verfügbaren Marineflugzeuge offenbart hatte, suchte Sueter mittels eines Ausschreibungswettbewerbs eine rasch verfügbare Zwischenlösung bis zur Lieferung des von ihm mittelfristig projektierten zweimotorigen Handley-Page Bombers, dessen Produktionsreife noch nicht abzusehen war. Die Wahl des Air Department fiel auf eine Landversion des bereits als Prototyp vorhandenen Short 184-Torpedobombers mit 225 PS (165 kW) Sunbeam-Motor. Dieses mit der Bezeichnung „Short-Bomber“ unter äußerster Geheimhaltung entwickelte Großflugzeug erhielt statt der Schwimmer ein vierrädriges Fahrgestell, das unter dem Bug und dem Ansatz der unteren Tragfläche angebracht war, sowie einen gummigefederten Hecksporn. Dessen Rumpf und dessen Heckleitwerk mit geteilten Höhenrudern und vertikaler Heckflosse mit Seitenruder konnten vom Type 184 übernommen werden, ergänzt durch eine neue, zweistielig ausgeführte Tragflächenkonstruktion mit Querrudern und kürzeren unteren Tragflächen, ähnlich der des späteren Short Admiralty Type 166 Seeflugzeugs. Das Flugzeug war für eine Flugzeit von sechs Stunden ausgelegt und sollte einen 35,5 m Whitehead-Torpedo oder acht 51-kg-Bomben tragen.

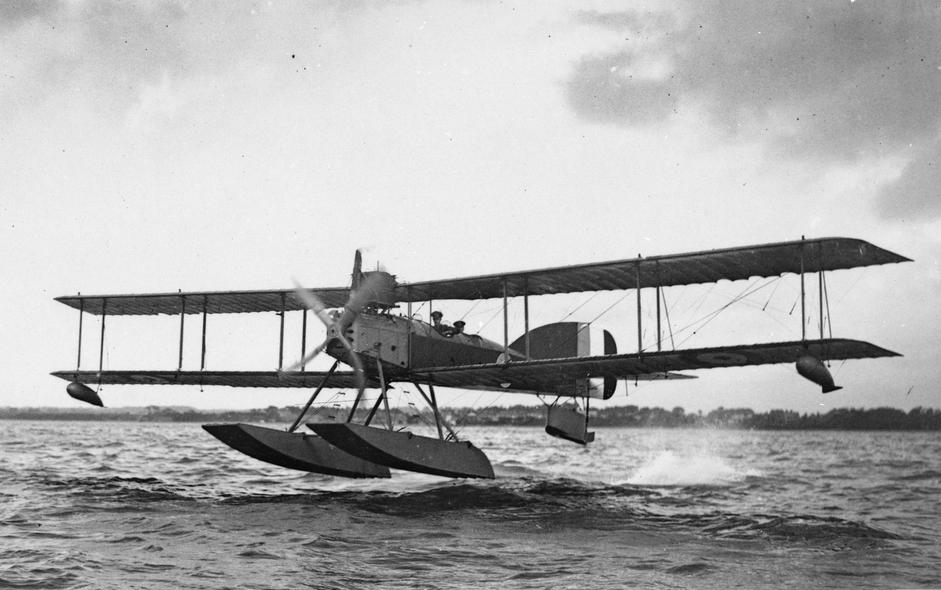
Der Short Admiralty Type 184 Torpedobomber war das Vorbild des Short-Bombers
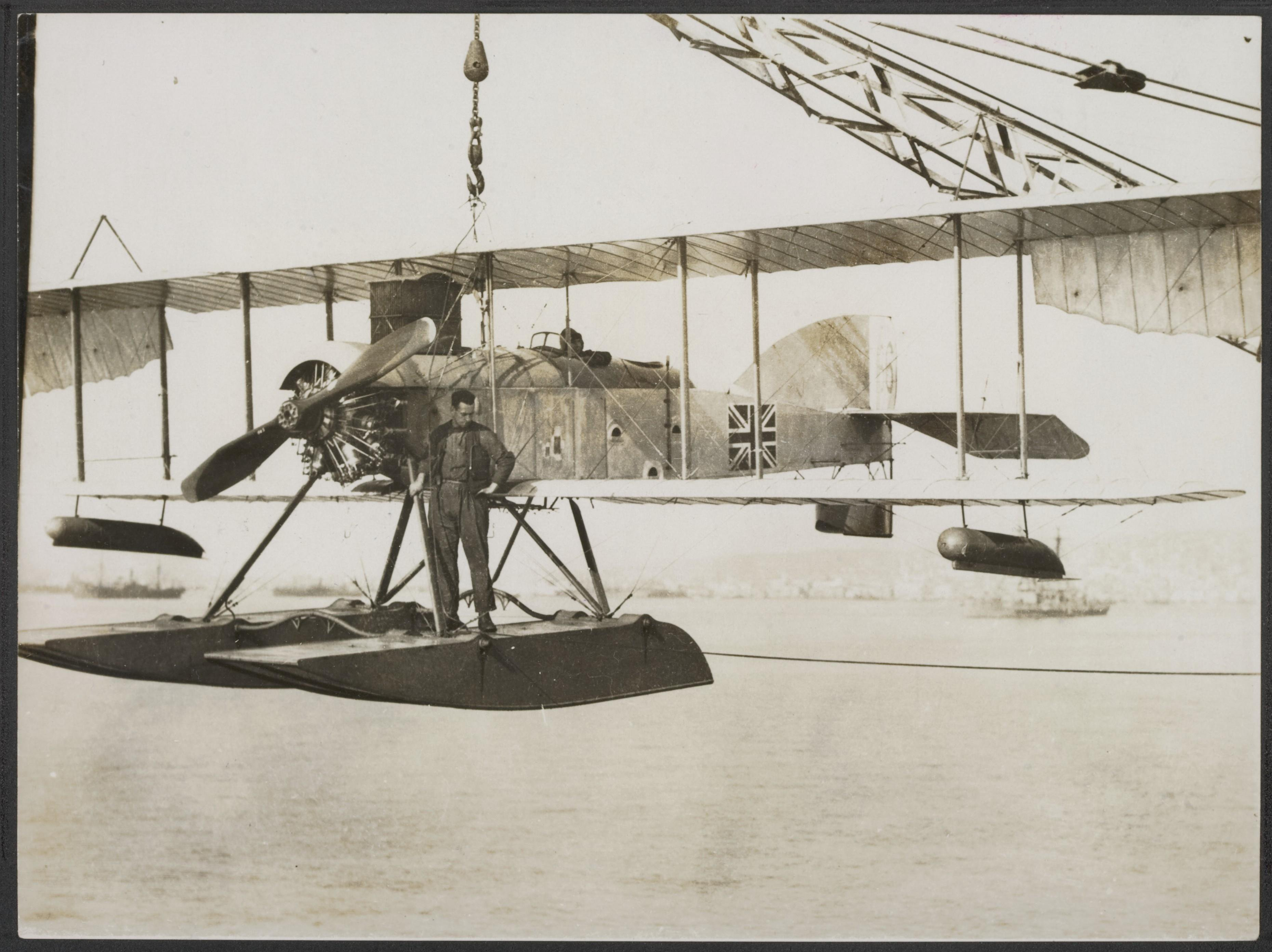
Das Short Admiralty Type 166 Seeflugzeug mit der gleichen Tragflächenkonstruktion wie der Short-Bomber; die überstehenden oberen Tragflächen wurden durch ein V-Strebenpaar stabilisiert.
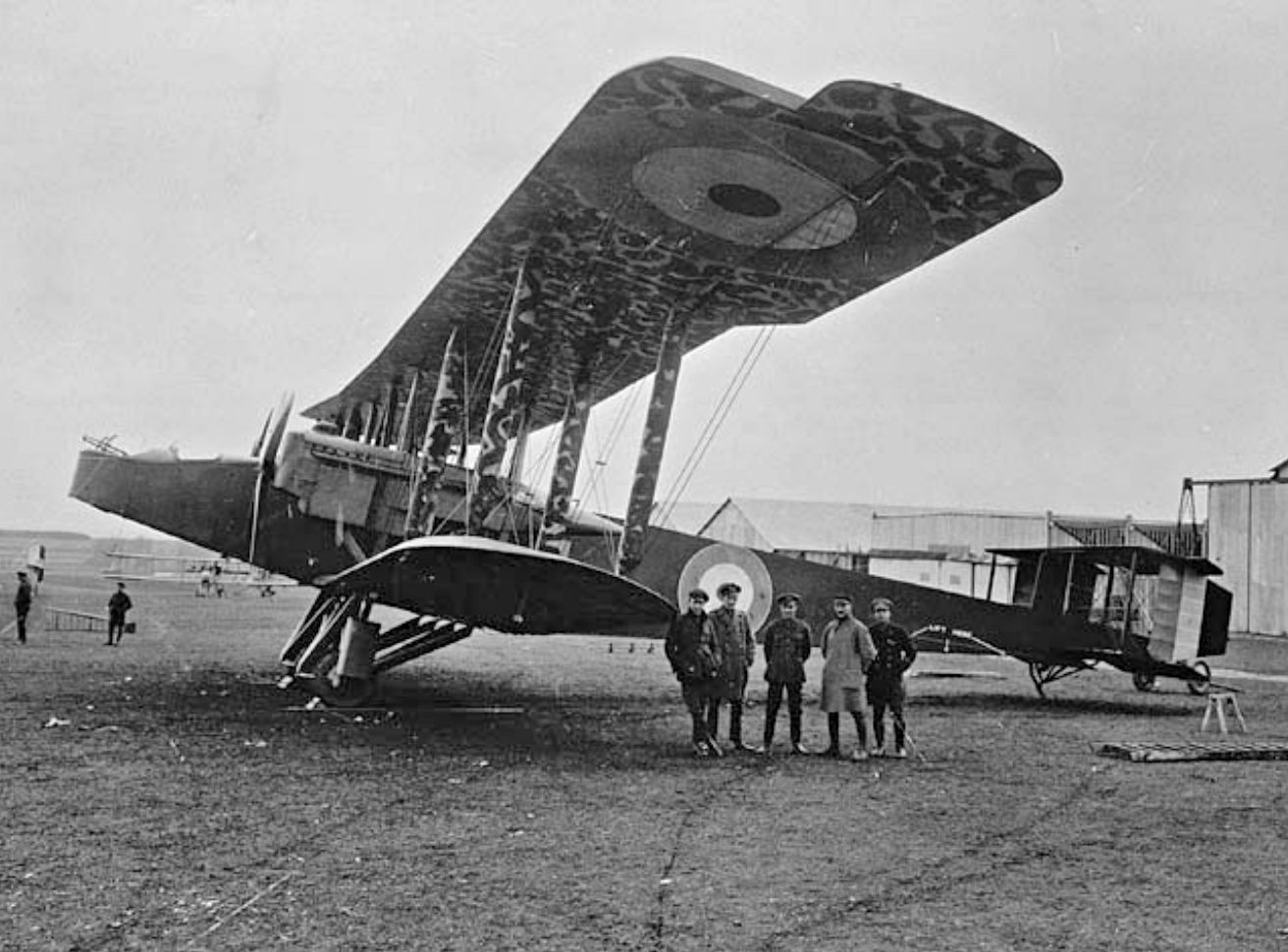
Großflugzeug Handley-Page O/100, bis zu deren Erscheinen der Short-Bomber als Zwischenlösung eingesetzt wurde

Beobachter und Pilot waren in hintereinander angeordneten Cockpits untergebracht. Der ins vordere Cockpit versetzte Beobachter erhielt ein bewegliches Lewis-MG, das er auf den Rumpf stehend durch eine Öffnung der oberen Tragfläche bediente, um von dort oben freies Schussfeld nach oben und zu den Seiten zu haben.
Angesichts der deutschen Luftschiffangriffe auf London und Südengland stieg im britischen Parlament der politische Druck auf die Lieferung eines Fernbombers für Vergeltungsschläge, und Sueter sah sich trotz der Geheimhaltung gezwungen, vier Fotos des Mitte 1915 gebauten Prototyps (S. 248, später 3706) zu veröffentlichen.

## Produktion
Die Serienmaschinen erhielten wassergekühlte 250 PS (184 kW) 12 Zylinder V-Motoren des Typs Rolls-Royce (Eagle) I mit Vierblatt-, die von Sunbeam gebauten Flugzeuge den 225 PS (165 kW) Sunbeam Mohawk mit Zweiblattpropeller. Die Hauptkraftstofftanks, die über Handpumpe einen auf die Motorhaube gesetzten Falltank versorgten, wurden durch eine Panzerplatte geschützt. Die Kühler wurden seitlich neben dem Rolls-Royce, bzw. etwas weiter hinten für den Sunbeam-Motor montiert, um den Zugang zu Magnetzündern und Vergaser zu ermöglichen. Der Platz des Beobachters wurde in das hintere Cockpit verlegt und dessen Lewis-MG auf eine bewegliche Scarff-Lafette gesetzt; außerdem wurde im zweiten Cockpit ein Doppelsteuer eingebaut, damit der Beobachter bei Ausfall des Piloten die Kontrolle übernehmen konnte. Die Bomben wurden unter den Streben der unteren Flügel aufgehängt. Die maximale Bombenlast bestand aus acht 51-kg-Bomben betrug, konnten aber auch durch 28-kg-Bomben ersetzt werden, um so die Reichweite zu erhöhen.
Nach Anlaufen der Produktion reklamierte Testpilot Ronald Kemp jedoch, dass das Flugzeug die geforderte Last von sechs 51 kg Bomben nicht tragen konnte. Um für genügend Auftrieb zu sorgen, wurden daraufhin die Spannweite der oberen Tragfläche, gestützt durch ein drittes Strebenpaar, von 21,95 m auf 25,60 m verlängert. Nachdem das geschehen war und die ersten Serienmaschinen bereits abnahmebereit waren, stellte sich jedoch heraus, dass bei verlängerten Tragflächen und gleicher Rumpflänge die Fluglage nicht mehr stabil zu halten war und, um die Proportionen zwischen Flügeln und Rumpf konstant zu halten, zwangsläufig auch der Rumpf entsprechend um 1,35 m verlängert werden musste. Einhergehend mit kleineren Modifikationen bedeutete das einen zweiten, aufwändigen Eingriff in die laufende Produktion einschließlich des Umbaus bereits fertiggestellter, aber noch nicht abgenommener Flugzeuge. Da sich die Auslieferung an den RNAS dadurch verteuern und verzögern würde, stieß das auf den entschiedenem Widerstand von Chefingenieur Horace Short. Werkspilot Ronald Kemp und RNAS Wing-Commander Arthur Longmore inszenierten daraufhin Shorts Einladung zum offiziellen Besuch der RNAS-Seeflugstation in Dunkerque, um in dessen Abwesenheit die notwendigen Änderungen durchzusetzen.
Insgesamt wurden verteilt auf fünf Hersteller 110 Flugzeuge bestellt, von denen jedoch nur 83 Serienflugzeuge geliefert wurden, nachdem mit Erscheinen der zweimotorigen Handley-Page O/100 im Oktober 1916 die noch unbelieferten Bestellungen gestrichen wurden:
| Hersteller                   | Ort               | RNAS-Nummer   | bestellt | storniert | geliefert | Motor       |
| ---------------------------- | ----------------- | ------------- | -------- | --------- | --------- | ----------- |
| Short Brothers               | Rochester         | 9306–9355     | 50       | 15        | 35        | Rolls-Royce |
| Mann, Egerton & Company Ltd. | Norwich           | 9476–9495     | 20       | 0         | 20        | Rolls-Royce |
| Sunbeam Motor Car Company    | 9356–9375         | Wolverhampton | 20       | 5         | 15        | Sunbeam     |
| George Parnall & Co. Ltd.    | Bristol/Eastville | 9771–9780     | 10       | 4         | 6         | Rolls-Royce |
| Phoenix Dynamo Aircraft Ltd. | Bradford          | 9831–9840     | 10       | 4         | 6         | Rolls-Royce |

## Einsatz
Der Einsatzweg der Short-Bomber lässt sich nur teilweise nachverfolgen:
- Die ersten 15 Short Bomber sollten ab Anfang Frühjahr 1916 an das RNAS in Coudekerque gehen, um dort eine Bombereinheit für die Durchführung strategischer Fernangriffe aufzubauen. Diese Maschinen wurden jedoch aufgrund der Produktionsverzögerungen verspätet geliefert und zum Ausgleich zur Schlacht an der Somme an das Royal Flying Corps abgegeben. Es ist jedoch unklar, was aus diesen Flugzeugen wurde.
- Der RNAS begann erst im Herbst 1916 Operationen mit den Short-Bombern. Der erste Einsatz erfolgte durch die No. 7 Squadron beim 5th Wing des RNAS, welche in der Nacht des 15. November 1916 mit vier Short-Bombern, jeder mit acht 30 kg-Bomben beladen, und 18 Caudron G.IV der Wings 4 und 5 einen Angriff auf die Werftanlagen und das Kraftwerk Slijkens bei Ostende an der belgischen Küste durchführte.[2]
- Zusammen mit 20 Sopwith 1½ Struttern wurden 15 weitere Short Bomber dem neu gebildeten 3rd Wing des RNAS unter Captain W.L. Elder in Luxeuil für Angriffe auf das deutsche Industriegebiet in Lothringen und an der Saar zugeteilt; aus diesem Geschwader ging 1918 die Independent Force der RAF hervor, ein direkter Vorläufer des späteren RAF Bomber Command.
- Ab Januar 1917 kamen weitere Short-Bomber zum 5th Wing in Dunkerque; diese nahmen im April 1917 an vier aufeinanderfolgenden Nächten an den Angriffen auf die U-Boot-Mole von Zeebrügge teil, um einen Angriff der britischen Seestreitkräfte vorzubereiten.
- Das Flugzeug Nr. 9311 wurde der französischen Aeronautique militaire zum Leistungsvergleich mit ihren Caudron- und Breguet-Bombern zur Verfügung gestellt.
- Eines der letzten Serienflugzeuge wurde am 9. November 1917 von Martlesham Heath zur Isle of Grain geflogen und an der dortigen Erprobungsstelle verwendet, wo vermutlich bereits seit 1916 der Prototyp mit verschiedenen Modifikationen erprobt wurde.

Da die mit nur einem Abwehr-MG versehenen, für ihren Motor überdimensionierten Short-Bomber zu langsam und leistungsschwach und ohnehin nur als Zwischenlösung vorgesehen waren, wurden sie ab April 1917 vom Fronteinsatz zurückgezogen. Überlegungen, einen neuen Prototyp des Short-Bombers zur Erprobung des am Hispano-Suiza Motors orientierten Sunbeam Arab Motors zu verwenden, wurden nach dem Tod von Chefingenieur Horace Short nicht fortgesetzt.

## Technische Daten

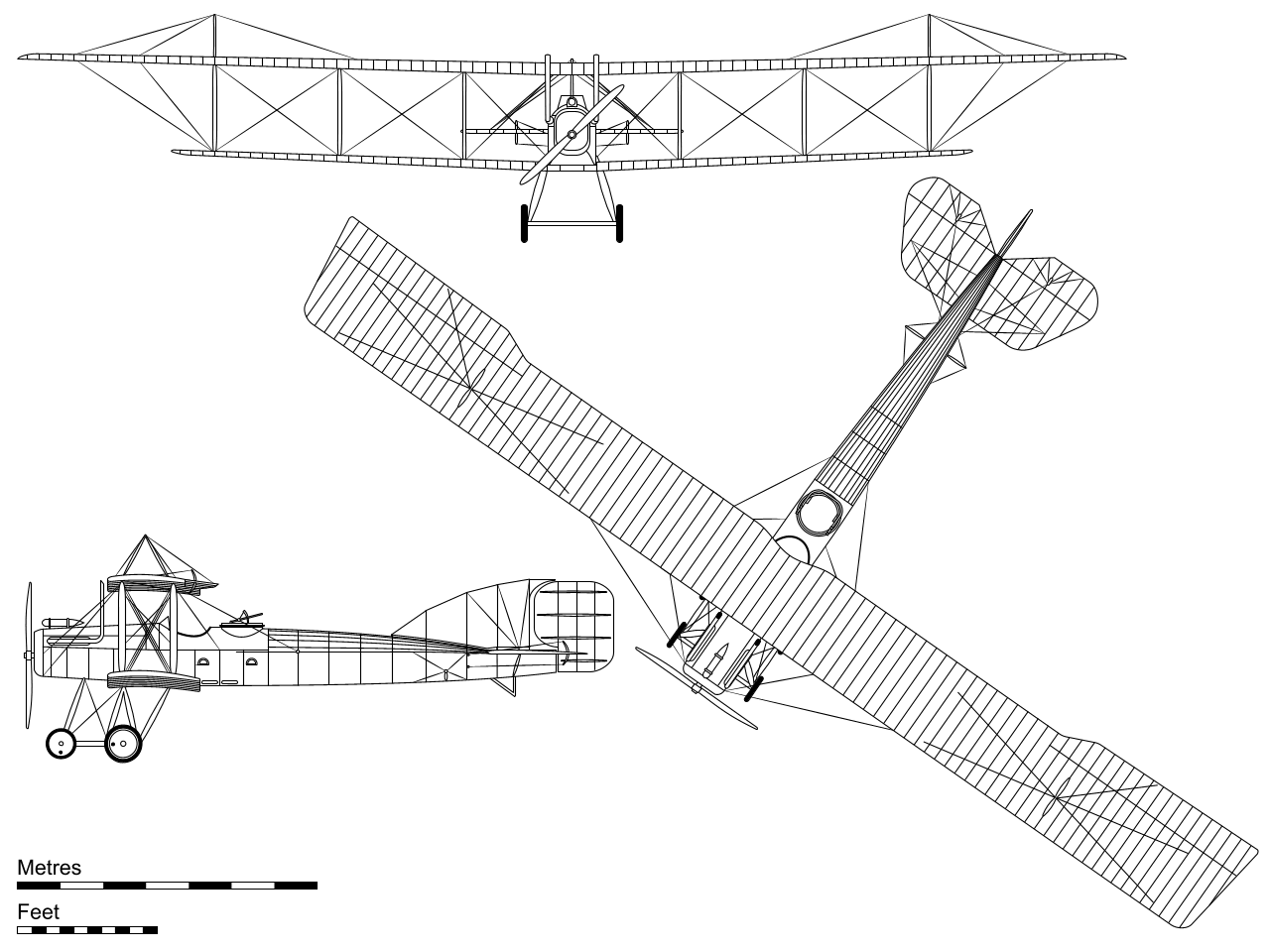
Dreiseitenansicht

| Kenngröße                            | Daten                                                                       |
| ------------------------------------ | --------------------------------------------------------------------------- |
| Besatzung                            | 2                                                                           |
| Länge                                | 13,72 m                                                                     |
| Spannweite                           | 25,60 m                                                                     |
| Höhe                                 | 4,57 m                                                                      |
| Flügelfläche                         | 80,83 m²                                                                    |
| Leermasse                            | 2268 kg                                                                     |
| Startmasse                           | 3084 kg                                                                     |
| Höchstgeschwindigkeit in 2000 m Höhe | 124 km/h                                                                    |
| steigt auf 2000 m Höhe in            | 21:25 min                                                                   |
| steigt auf 3045 m Höhe in            | 45:00 min                                                                   |
| Dienstgipfelhöhe                     | 2900 m                                                                      |
| Flugdauer                            | 6:00 h                                                                      |
| Triebwerk                            | ein wassergekühlter 12 Zylinder 250 PS (184 kW) Rolls-Royce Eagle-I-V-Motor |
| Bewaffnung                           | 1×7,7 mm Lewis-MG auf Scarff-Lafette, 8×51 kg Bomben                        |